# Konrad Zinn
Konrad Zinn (* 15. November 1847 in Erlangen; † 9. August 1901 in
Sondern, Schweiz) war ein bayerischer Verwaltungsjurist.

## Werdegang
Zinn studierte von 1866 bis 1870 Rechte an der Universität Würzburg und legte 1873 die Konkursprüfung ab. Von 1874 bis 1878 war er bei der Regierung von Unterfranken tätig. 1878 kam er als ständiger Funktionär an das Bezirksamt Ebern und von 1879 bis 1882 war er Rechtskundiger Magistratsrat in Ansbach. 1882 wurde er zum Bezirksamtsassessor in Berneck ernannt. Ab dem 16. Mai 1894 war er Bezirksamtmann in Günzburg. Er starb während eines Urlaubs in der Schweiz an einem Herzschlag.